# Франко Ді Санто
Франко Ді Санто (ісп. Franco Di Santo, нар. 7 квітня 1989, Мендоса) — аргентинський футболіст, нападник клубу «Сан-Лоренсо».
Виступав, зокрема за «Челсі» та «Віган Атлетік», в кожному з яких ставав володарем Кубка Англії, а також провів кілька матчів за національну збірну Аргентини.

## Клубна кар'єра

### «Аудакс Італьяно»
Народився 7 квітня 1989 року в місті Мендоса. Вихованець футбольної школи чилійського клубу «Аудакс Італьяно».. У своєму першому сезоні Ді Санто забив 6 голів в 18 матчах чемпіонату і 1 гол у 6 матчах Кубка Лібертадорес. У наступному сезоні нападник вразив ворота 7 разів у 377 матчах, чим привернув увагу багатьох європейських топ-клубів. 25 січня 2008 року, контракт аргентинського нападника викупив лондонський «Челсі».

### «Челсі»
Залишок сезону 2007/08 Франко провів виступаючи за резервну команду «Челсі». 11 лютого 2008 року, в своєму дебютному матчі за команду дублерів, проти резервістів «Фулгема» Ді Санто забив гол, зрівнявши рахунок наприкінці матчу. Другий м'яч аргентинець забив у поєдинку проти резервістів «Редінга» 3 березня.
14 квітня 2008 року в лондонському дербі дублерів проти «Тоттенгема», Ді Санто зробив хет-трик. У заключному матчі сезону резервістів проти «Астон Вілли», нападник забив гол, який став для нього дванадцятим у восьми матчах.
Перед початком сезону 2008/09 Франко був переведений в першу команду та тренувався з нею. У складі «Челсі» він полетів на передсезонний турнір в Китай. Ді Санто вибрав собі 36-й номер. У матчі проти «Гуанчжоу Евергранд» Ді Санто вийшов на заміну та забив третій гол, а команда перемогла 4-0. У поєдинку проти «Ченду Блейдс» аргентинець замінив Ніколя Анелька у другому таймі та через 5 хвилин відзначився забитим м'ячем.

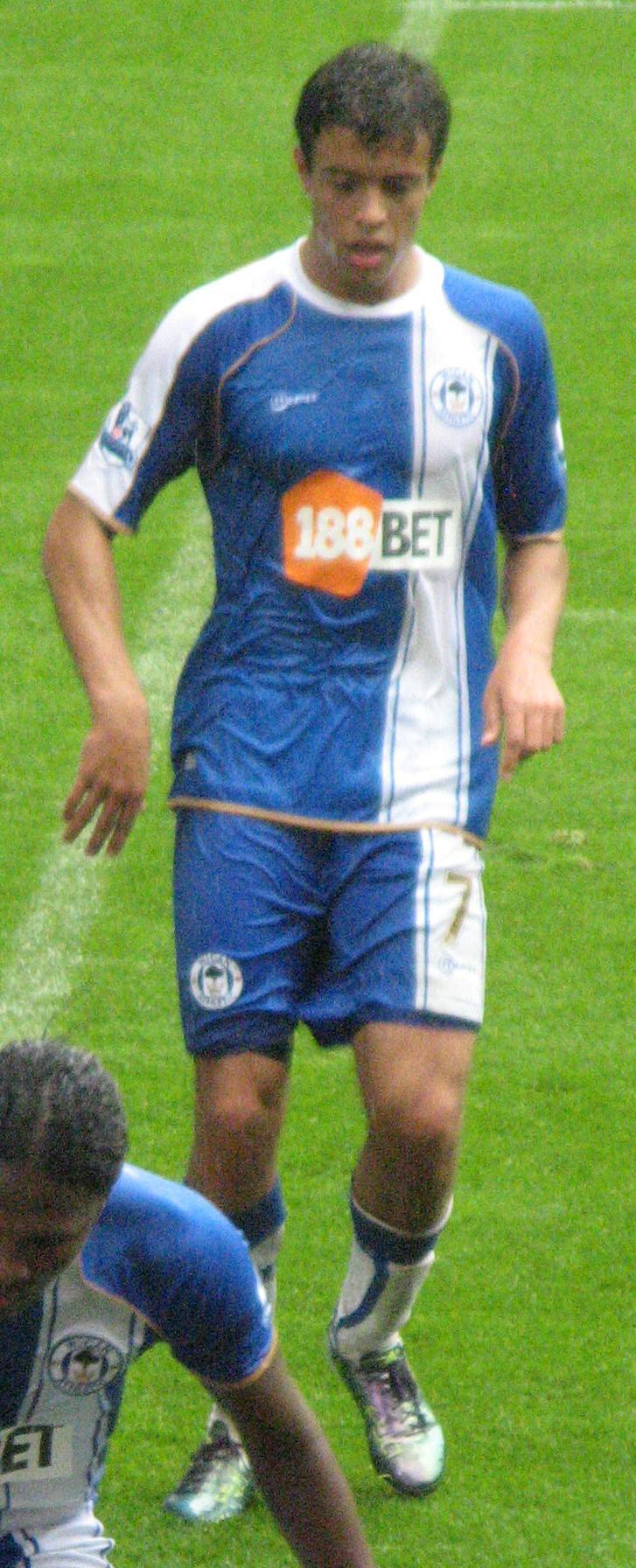
Франко Ді Санто під час виступів за «Віган». 19 вересня 2010 року

31 серпня 2008 року Ді Санто дебютував в Прем'єр-лізі у матчі проти «Тоттенгем Готспур», вийшовши на заміну наприкінці матчу. Наступною появою на поле для аргентинця став матч Кубка англійської ліги проти «Портсмута» 24 вересня. В Лізі Чемпіонів Франко дебютував у матчі проти «ЧФР Клуж», замінивши на 70-й хвилині Флорана Малуда. 3 січня 2009 року Ді Санто дебютував і в Кубку Англії в домашньому матчі проти «Саутенд Юнайтед». У матчі проти «Сток Сіті», Франко відзначився гольовим пасом на Жуліано Белетті. Протягом сезону 2008/09 аргентинський нападник провів 8 матчів у чемпіонаті, у всіх виходячи на заміну, а також зіграв у трьох матчах Кубка Англії, який «аристократи» того сезону виграли, обігравши в фіналі з рахунком 2:1 «Евертон». Франко весь матч провів на лавці запасних.
Влітку 2009 року в передсезонному турнірі World Football Challenge проти мексиканської «Америки» Ді Санто забив гол і допоміг своїй команді перемогти, 2-0. Проте, перед початком сезону 2009/10, для отримання ігрової практики, Франко було віддано в оренду в «Блекберн».

### Оренда в «Блекберн»
3 серпня 2009 року Франко приєднався до «Роверс». Термін його орендної угоди закінчувався в лютому 2010 року, але була присутня опція його продовження ще на півроку, до кінця сезону 2009/10. 5 серпня Ді Санто дебютував у новому клубі в матчі проти «Гіберніана». Незабаром Ді Санто отримав невелику травму на тренуванні і змушений був пропустити частину матчів. Після відновлення, він взяв участь у поєдинку проти «Астон Вілли». 18 жовтня 2009 року, в матчі проти «Бернлі», Франко забиває свій перший гол за «Блекберн», а також допомагає відзначитися Девіду Данну. Завдяки своїй корисній та впевненій грі, керівництво клубу приймає рішення про продовження терміну оренди аргентинського нападника до кінця сезону. Після продовження угоди Франко знижує до себе вимоги, тренер використовує його переважно як гравця заміни, часто випускаючи наприкінці матчів, тому влітку Ді Санто покинув «Роверз».

### «Віган Атлетік»
31 серпня 2010 року «Віган» викупив у «Челсі» права на аргентинського нападника за 2 000 000 фунтіві Ді Санто підписав з клубом трирічний контракт. 11 вересня в матчі проти «Сандерленда» Франко дебютує за новий клуб, вийшовши на заміну. У наступному поєдинку проти «Манчестер Сіті» аргентинець вийшов вже в основному складі. 23 квітня 2011 у матчі проти «Сандерленда» Ді Санто забиває свій перший гол за «Віган», який стає для нього першим з 18 жовтня 2009 року.
У матчі першого туру сезону 2011/12 проти «Норвіча» Франко реалізував пенальті та допоміг своїй команді добитися нічиєї 1-1. 27 серпня 2011 року в матчі проти «Квінз Парк Рейнджерс» Ді Санто робить дубль та приносить «Вігану» перемогу 2-0. Через тиждень, у матчі проти «Евертона» аргентинець знову забиває, але цього разу це не допомагає його клубу піти від поразки, 3-1. Свій четвертий у сезоні гол Франка забиває в додатковий час матчу проти «Сандерленда», лише через 6 хвилин після появи на полі, завдяки чому «Віган» перемагає 2-1. 16 квітня Ді Санто вражає ворота «Арсенала» у гостьовому протистоянні. 28 квітня забиває «Ньюкаслу», а останньому турі — «Вулвергемптону», допомігши «Вігану» здобути складну перемогу 3-2.
Свій перший гол у сезоні 2012/13 Франко забиває дебютанту Прем'єр-ліги «Саутгемптону». Але найбільшим досягненням того сезону став вихід у фінал Кубка Англії, де «Віган» обіграв з рахунком 1:0 «Манчестер Сіті». Ді Санто весь матч провів на лавці запасних. Щоправда в чемпіонаті справи йшли не так вдало і клуб, зайнявши 18 місце, вилетів в Чемпіоншіп. Через це 30 червня 2013 року Ді Санто на правах вільного агента покинув «Віган».

### «Вердер»
14 серпня 2013 року Ді Санто підписав трирічний контракт з німецьким «Вердером». Станом на 9 лютого 2015 року Ді Санто забив у сезоні 2014/15 уже 9 голів і є найкращим бомбардиром «Вердера» в чемпіонаті.

## Виступи за збірні
Протягом 2006–2009 років залучався до складу молодіжної збірної Аргентини. Свій перший гол за «молодіжку» Франко забив ворота однолітків з Франції. У складі молодіжної збірної 2007 року Ді Санто брав участь у Молодіжному чемпіонаті Південної Америки, де його команди дійшла до фіналу, але поступилася у фінальному поєдинку бразильцям. 2009 року Франко знову був викликаний для участі в молодіжній першості Південної Америки, але через травму, отриманою в іграх за клуб, не зміг взяти участі в турнірі. Всього на молодіжному рівні зіграв у 25 офіційних матчах, забив 5 голів.
14 листопада 2012 року в товариському матчі проти збірної Саудівської Аравії Ді Санто дебютував за збірну Аргентини.  Наразі провів у формі головної команди країни 3 матчі.

## Досягнення
«Челсі» 
- Володар Кубка Англії: 2008/09

 «Віган Атлетік» 
- Володар Кубка Англії: 2012/13